# ۸۱۴ (خورشیدی)
۸۱۴ هشتصد و چهاردهمین سال هجری خورشیدی است.